# Eyrs

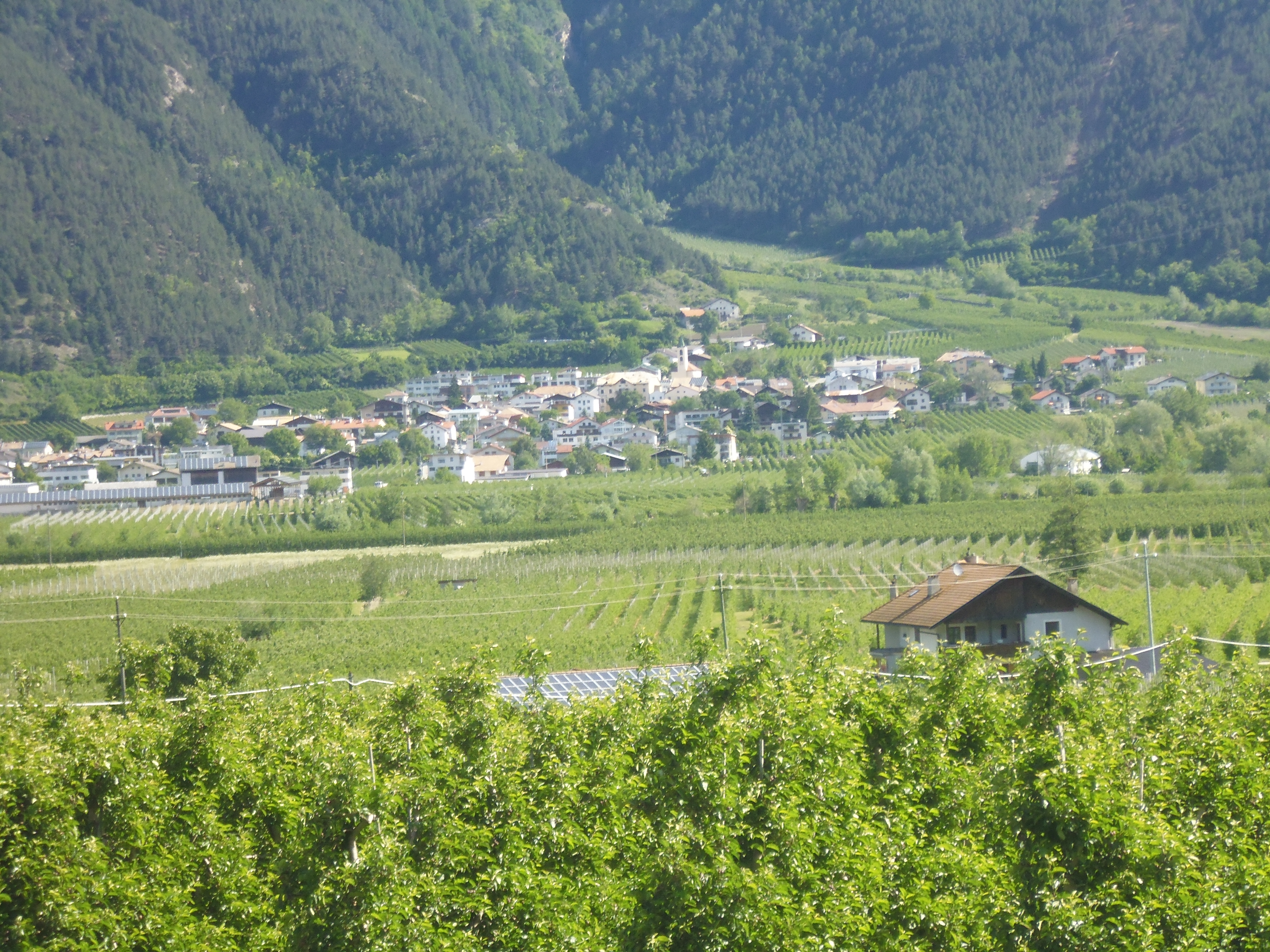
Eyrs, Ansicht von Tschengls aus

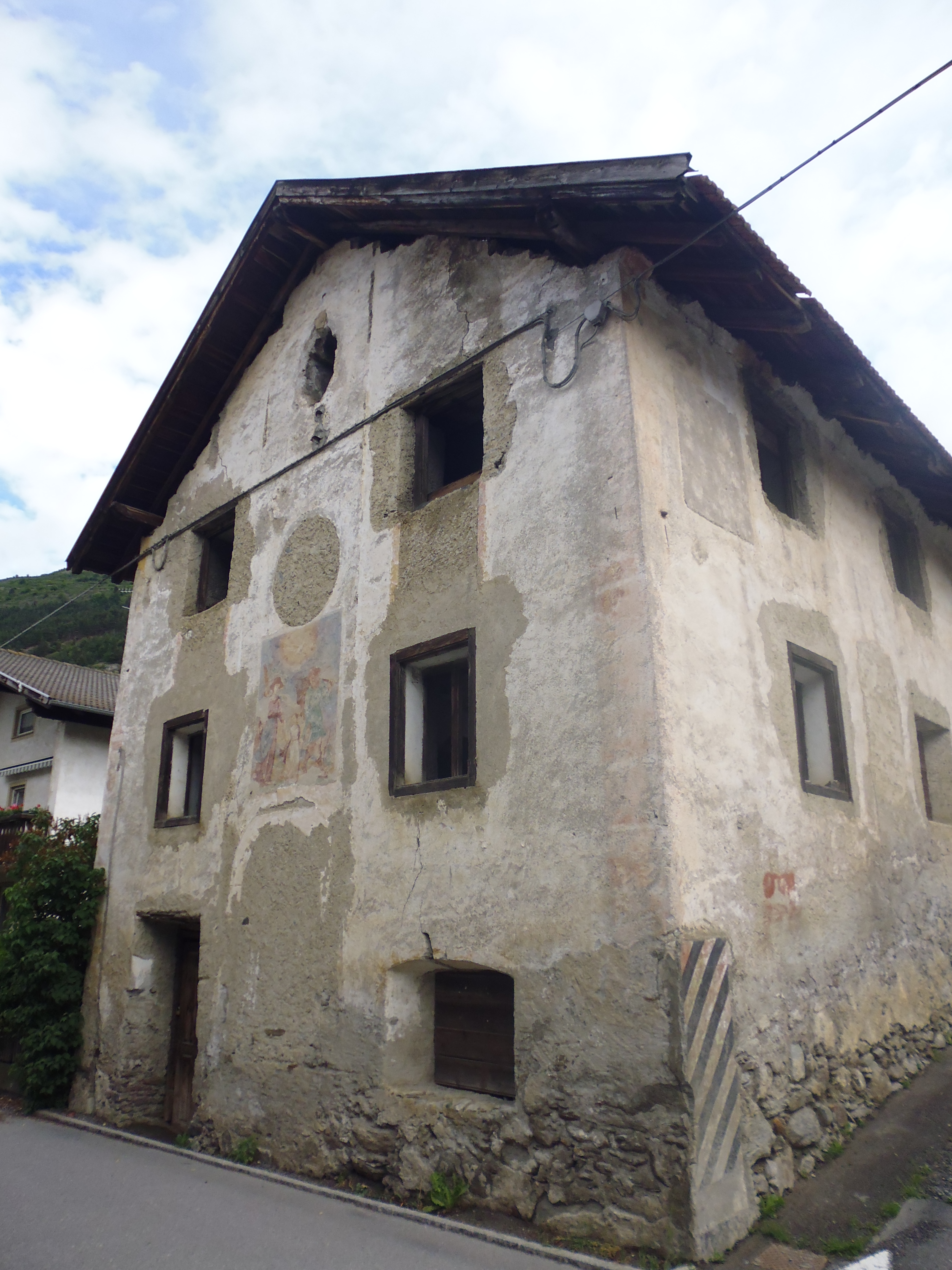
Die ehemalige St.-Josefs-Kapelle in Eyrs

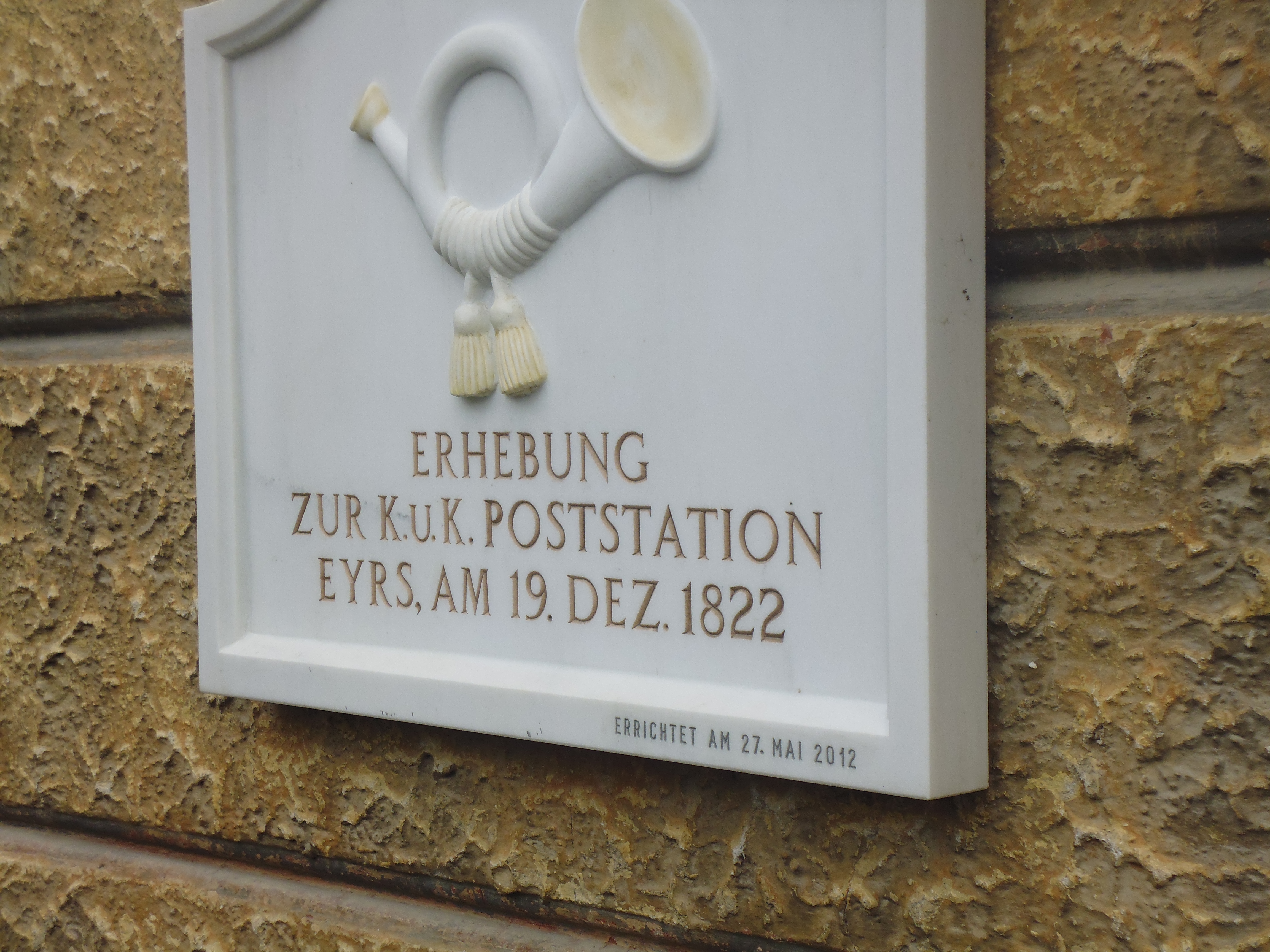
Erinnerungstafel an der Postkutschenstation (die Beschriftung ist fehlerhaft, 1822 gab es die Bezeichnung k. u. k. noch nicht, es müsste k. k. heißen)

Eyrs (italienisch Oris) ist eine Fraktion der Gemeinde Laas in Südtirol. Das Dorf befindet sich im Vinschgau auf der orographisch linken, nördlichen Seite des Etschtals am Fuß des Sonnenbergs. Es liegt auf dem Schwemmkegel des Tanaser Baches (früher: Veldenbach oder „Lebewohlgraben“), der unterhalb des Orts in die Etsch mündet.

## Geschichte
Vormals „Ewrs“ oder „Eures“ genannt war Eyrs zusammen mit Kortsch ursprünglich im Besitz des Hochstifts Freising und wurde von einem Propst verwaltet. Im Jahre 1238 ging Eyrs in landesfürstlichen Besitz über, wurde aber lange Zeit noch als Propstei bezeichnet.
Jahrhundertelang wurde die kleine Ortschaft durch Muren des Baches bedroht. Der größte Teil der Eyrser Hofstätten soll früher im Oberdorf rund um die St.-Bartlmä-Kirche gestanden haben, während es an der heutigen Moosburgstraße entlang nur sieben Häuser gegeben haben soll. Ende des 13. Jahrhunderts wurde dann das Oberdorf mitsamt der Kirche durch eine gewaltige Mure vollständig zerstört, woraufhin man dann das neue Dorf an jetziger Stelle errichtet hat. 
Im frühen 19. Jahrhundert war Eyrs eine der wichtigsten Postkutschenstation im Vinschgau, wie aus den Dimensionen des ehemaligen Stationsgebäudes ersichtlich ist. Die Erhebung zur k.k. Postkutschenstation erfolgte am 19. Dezember 1822. Dadurch ergab sich auch ein wirtschaftlicher Aufschwung, der aber durch den Ersten Weltkrieg und die nachfolgende Zeit der faschistischen Herrschaft wieder zusammenbrach, sodass Eyrs später fast nur noch landwirtschaftlich geprägt war. Das bis dato eigenständige Eyrs wurde 1929 der Gemeinde Laas zugeschlagen.
Vor Beginn des Zweiten Weltkrieges hatte Eyrs noch etwa 450 Einwohner. Nach der Abwanderung durch die Option (nicht alle kehrten 1946 zurück) und die Menschenverluste durch Kriegseinwirkungen sank die Einwohnerzahl nach dem Ende des Krieges auf etwa 300.
Im Jahre 1950 wurde die Moosburgstraße als vormalige Hauptdurchgangsstraße durch die zwischen dem Dorf und der Etsch entlangführende Staatsstraße 38 ersetzt. Durch hier angesiedelte neue Gewerbebetriebe sowie der Ausweisung einer neuen Wohnbauzone erhöhte sich die Einwohnerzahl von Eyrs seit Ende der 1960er Jahre wieder und betrug 2015 ungefähr 800 Personen.
Zahlreiche Wanderwege umgeben das Dorf. Unweit liegen die Biotoplandschaft Eyrser Auen, die seltene Tiere und Pflanzen beherbergt. Diese wurden 1976 als geschützte Biotoplandschaft ausgewiesen und 2004 zusammen mit den Tschenglser und Schludernser Auen zum Natura-2000-Gebiet erklärt.

## Bildung
In Eyrs gibt es eine Grundschule für die deutsche Sprachgruppe, die zum Lasser Schulsprengel gehört. Im Schuljahr 1812/13 gab es in Eyrs 37 Kinder, die die Schule besuchten; dafür stand nur ein Lehrer zur Verfügung. Die Schulstelle in Eyrs unterstand dem Dekanat von Schlanders. Der Unterricht wurde zunächst im Widum, ab 1930 auch im alten Gemeindehaus abgehalten. In diesem Jahr betrug die Schülerzahl bereits 85 Kinder, weswegen sie in einzelne Klassen eingeteilt werden mussten. Es gab von da an die Unterstufe (1. und 2. Klasse) und Oberstufe (3. bis 5. Klasse). Damals war auch eine italienische Schulklasse mit durchschnittlich 10 Schülern vorhanden.
1973/74 konnte das neue Schulgebäude im Tanaser Weg 15 bezogen werden. Im Sommer 2010 musste ein Anbau aus Holz angefügt werden, da das Gebäude wegen wachsender Schülerzahlen zu klein zu werden drohte. Im Schuljahr 2015/16 war die Grundschule von Eyrs fünfklassig. 
Das Dorf verfügt zudem über einen Kindergarten, der zum Kindergartensprengel Schlanders gehört.

## Kirchengebäude
Die Kirche St. Remigius ist eine Filialkirche der Pfarre Laas. Außerdem gibt es noch in der Moosburgstraße die aufgelassene Kapelle St. Josef.

## Sonstiges
Das Wetteramt der Autonomen Provinz Bozen – Südtirol unterhält in Eyrs eine Wetterstation.